# Płoskiń
Płoskiń (biał. Пласкінь; ros. Плоскинь) – wieś na Białorusi, w obwodzie brzeskim, w rejonie pińskim, w sielsowiecie Bobryk, przy drodze republikańskiej R105.
Znajduje się tu parafialna cerkiew prawosławna pw. św. Mikołaja Cudotwórcy.

## Historia
W dwudziestoleciu międzywojennym leżał w Polsce, w województwie poleskim, w powiecie pińskim, w gminie Dobrosławka. Znajdowały się tu wówczas dwór oraz przystanek kolejowy linii wąskotorowej Malkowicze – Dobrosławka (obecnie nieistniejącej).
Po II wojnie światowej w granicach Związku Sowieckiego. Od 1991 w niepodległej Białorusi.